# Szczelina nad Mostkiem
Szczelina nad Mostkiem – jaskinia, a właściwie schronisko, w zachodnim zboczu Doliny Kościeliskiej w Tatrach Zachodnich. Wejście do niej znajduje się w pobliżu Żlebu nad Mostkiem (żleb przy pierwszym mostku za Bramą Kraszewskiego), nad Jaskinią nad Mostkiem Niżnią i Jaskinią nad Mostkiem Wyżnią, na wysokości 1160 metrów n.p.m. Długość jaskini wynosi 5 metrów, a jej deniwelacja 1,5 metrów.

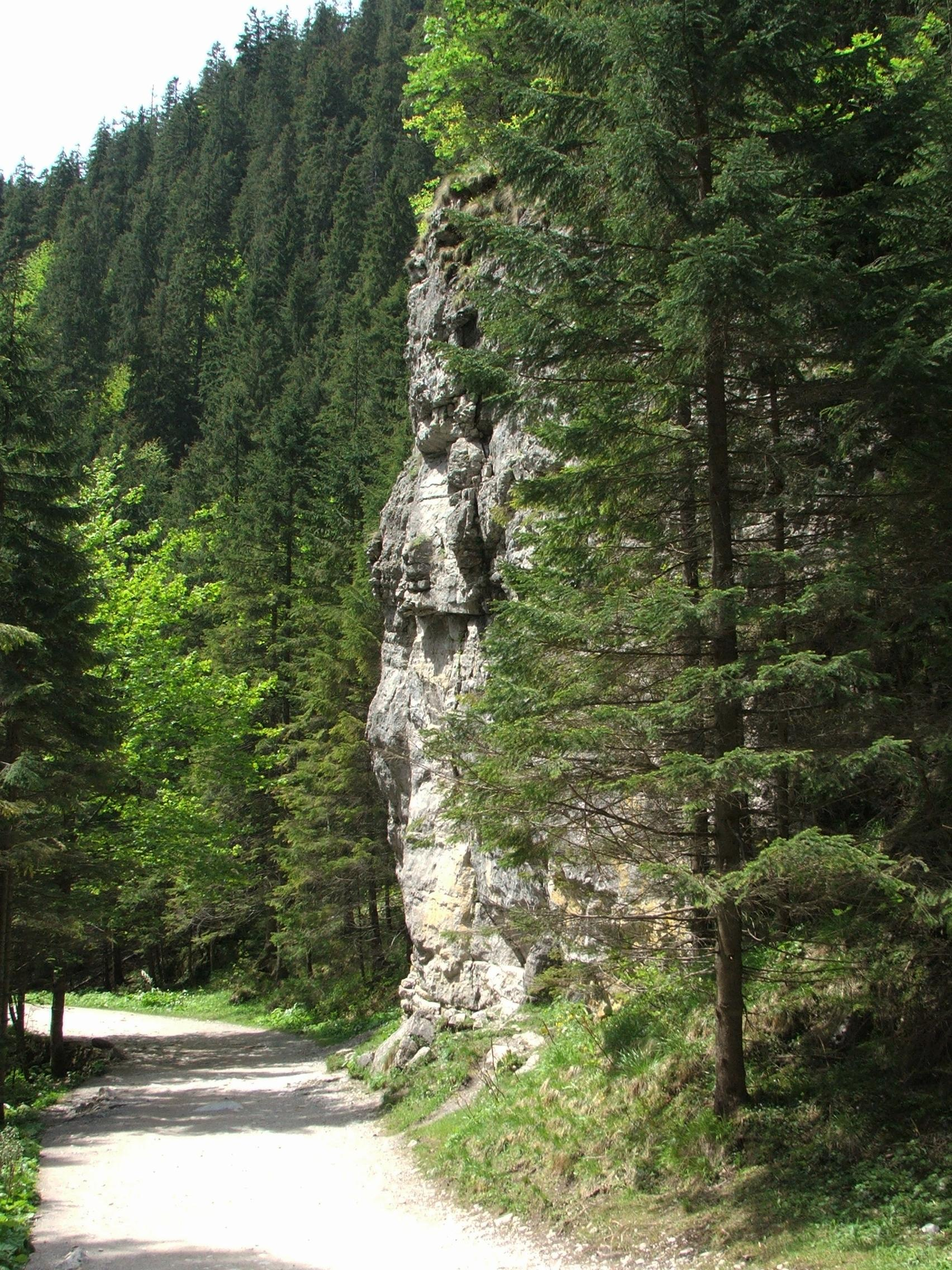
Brama Kraszewskiego

## Opis jaskini
Jaskinię tworzy niewielka, szczelinowa sala o wznoszącym się dnie, do której prowadzi bardzo wysoki otwór wejściowy.

## Przyroda
W jaskini brak jest nacieków. Ściany są suche, rosną na nich rośliny kwiatowe oraz mchy i porosty.

## Historia odkryć
Brak jest danych o odkrywcach jaskini. Jej pierwszy plan i opis sporządziła I. Luty, przy pomocy M. Kropiwnickiej i Ł. Małachowskiego w 1979 roku.